# 榎本亜弥子
榎本 亜弥子（えのもと あやこ、1985年4月29日 - ）は、東京都出身のファッションモデル・女優。
女子小中学生向けファッション誌『ニコラ』において、新垣結衣以前に最も人気の高かったモデル。公式のニックネームは「アヤコc（ちゃん）」で、誌上ではこの愛称がフルネームの代わりに名前として使われていることも多い。新垣は、オーディション時に榎本と大寺祐恵に初めて会い、感激したという。また、新垣の愛称「ガッキー」（ニコモ当時は「ガッキーちゃん」とも）の名付け親としても知られている。

## 概説
1999年に『ニコラ』の第2回読者モデルオーディションに応募。4238名の応募のなかグランプリを獲得し、以後モデルプロダクションに所属して同誌のモデル（ニコモ）として活動。親しみやすい容姿などで圧倒的な人気を得て、小中学生向けの雑誌・玩具CM・イベントなどを中心に多くの媒体に登場した。榎本亜弥子と谷口紗耶香、前田綾花の3人は、この種の雑誌モデルが小中学生のアイドルと化するきっかけをつくった存在とされる。
ニコラでは2002年まで活動し、このうち表紙を飾ったのは2000年5月号・12月号、2001年5月号・6月号・7月号・8月号・11月号、2002年1月号の合計8回。これは当時の最多記録であり、次点の谷口紗耶香でも6回にとどまっている。なお、約2年後の2003年9月号で新垣が9回目の登場を果たしたことによりこの記録は破られ、また2004年4月号では虎南有香が、2005年10月号では岡本玲が、2006年1月号では丹羽未来帆が同様に9回目となるなど、近年では人気のあるモデルを表紙に連続起用する傾向が強い。
このほか、大手ジュニア向け服飾メーカーナルミヤ・インターナショナルの主力ファッションブランド「ANGELBLUE」のイメージキャラクターとして蒼井優・佐藤麻奈と共に活動し、当時アパレル業界の注目を集めつつあったジュニアファッション市場の象徴的存在になった。また、下着ブランドのワコールジュニアには幾度かの誌上広告を経て2002年度にイメージガールとして契約している。
2002年3月28日、『ニコラ』東京開放日イベントにおいてニコモ卒業式が行われ、同世代の蒼井優・長屋光紗・篠原沙弥とともに同誌専属モデルを卒業した。以後はファッションモデルとしての活動を縮小し、かわりに本人の夢であった女優を目指して映画などへの出演にシフトすることになった。また、森永乳業が「森永アロエヨーグルト」の販促用に製作したネットムービー『初めての秘密』では、田中麗奈の妹役を演じている。
所属プロダクションはブレンデン（当初はフラーム、フロスのFLOS GIRLS DIVISION）だったが、本人と事務所の思惑・見解の相違により2004年12月31日をもって契約を終了した。ブレンデンは、詳しい理由を明らかにせず公式BBSを閉じてしまったため、今後の活動についても不明のままとなっていたが、2007年に元ニコモ仲間で親友の望月みさ（旧・長屋光紗）の公式ブログにおいて、芸能界を引退して別の仕事に就いているという近況が紹介された。なお具体的なことには触れられず、「今しか出来ないステキな仕事」で「沖縄から海外に転勤」という点のみが明かされていたが、後に本人がブログにコメントしたところによれば、2007年6月末時点ではモルディブに居留しているという。インドネシア人と国際結婚し、10歳&2歳の息子がいる。現在は東村山に在住。

## 人物

### 略歴
- 1985年 4月29日誕生。
- 1999年 ニコラ第2回読者モデルオーディションに参加、グランプリ受賞。
- 2000年 ニコラ5月号で表紙に初登場。10月号、ニコモデータファイルに掲載。
- 2001年 ANGEL BLUEイメージキャラクターに。5月号から4ヶ月連続で表紙に登場し、8月号で全ニコモ最多の6回目を記録。その後8回まで伸ばす。
- 2002年 ニコラ卒業。以前から出演していたトミーの携帯電話向け音声番組「トミーダイヤル」が「アヤコのトミーダイヤル」となり司会に。ワコールジュニアのイメージガールに。（いずれも年度末まで）
- 2003年 公式サイト『榎本亜弥子「Happy★Box」』（http://www.blenden.jp/enomoto/）が1月20日から公開。
- 2004年 東京都立小平高等学校卒業。
- 2005年 前年12月31日付でブレンデンとの契約が終了になり公式サイトも閉鎖、実質的引退状態に。

### 公称プロフィール
- 血液型: AB型
- 星座: 牡牛座
- 身長: 164cm（2001年）、165.5cm（2004年）
- スリーサイズ: B77W61H83（2001年）、B81W59H89（2004年）
- 靴のサイズ: 24cm（2001年）、24.5cm（2004年）
- 趣味: メール、ショッピング、ピアス作り、ネイル
- 特技: UFOキャッチャー
- 部活: バスケットボール部（中学）、ダンス部（高校）
- 親しいニコモ: 大寺祐恵、長屋光紗、前田綾花

### 好き嫌い
- 好きなタレント: 深田恭子、SHIHO
- 好きな言葉: 「素直」
- 好きな映画: プリティ・ウーマン、サイモン・バーチ
- 好きな色: 黒、ゴールド、ピンク、赤
- 好きなファッション: きれいめカジュアル
- 好きな本: 宮部みゆき作品
- 好きな音楽: Every Little Thing
- 好きなスポーツ: バスケットボール
- 好きな食べ物：ラーメン、くだもの（いちご）
- 嫌いな食べ物：やさい、豆

### その他
- 家族は両親と小学生（当時）の弟1人。加えて、（2003年の時点では）「ララ」という猫を飼っていた。
- 実生活での愛称もアヤコ。小中学生時代はアヤちゃんとも呼ばれていた。現在もアヤちゃんと呼ばれている。

- 初仕事は高橋加奈・吉田桂子といっしょの撮影だった。
- アセロラジュースが大好き。牛乳は苦手で飲めない。
- 私服はパンツが多い。
- 朝日出版社による『TWO #4』の紹介ページには「はじめての水着撮影は、ちょっぴり恥ずかしかったかな??」とあるが、実際は2000年・2001年のnicola水着特集などで既に撮影経験済みである。
- ニコモの後輩・新垣結衣に「ガッキー」と名づけたら定着。アイドル・女優としてブレイクした後もそのまま使われている。
- 高校時代の親友は「しいな（しいなりん）」。その存在は公式サイトの日記・写真から確認されていたが、ある時期からは親友本人がゲストブックにたびたび書き込むようになった。りんりん。
- お笑い芸人の柳原可奈子は高校の同級生であった。
- ニコモ仲間の望月みさ（長屋光紗）とは初対面のときから仲がよく、卒業後も家に泊まる仲である[7]。

## 出演

### 映画・ビデオ
- ニコラビデオ☆創刊号 〜はじめてメイク★AtoZ〜（2002年7月31日発売、エイベックス）
- ドロップ・シネマ・パーティー2003 隣のモンちゃん - 亜矢役・主演（2003年）
- GOING UNDER GROUND『ハートビート』プロモーションビデオ（2003年10月22日発売、ビクターエンタテインメント）
- ガガガSP『祭りの準備』プロモーションビデオ（2004年5月26日発売、ソニー・ミュージックエンタテインメント）
- 「秘密」3部作 第3部 初めての秘密 - 水島真里役（2004年、森永乳業）
- アニムスアニマ（2003年製作、2005年2月5日公開、ニューシネマワークショップ）

### バラエティ番組
- Parky Party（2002年レギュラー、テレビ東京）

### CM・広告
- ナルミヤ・インターナショナル、エンジェルブルー - イメージキャラクター、スチル広告・ショーモデル
- 森永乳業、エスキモーPINO - 雑誌広告（ - 2000年11月）
- リーガル、ケンフォード - 店頭ポスター、nicola企画広告（2000年）
- キャッチ・ザ Disney - nicola企画広告（2001年）
- ユニ・チャーム、初めての人用 ソフィなめらかスリムタンポン - nicola企画広告（2001年）
- 味の素、クノール カップスープ - nicola企画広告（2001年）
- ソニーマーケティング、AIBO ラッテ & マカロン - nicola企画広告「アヤコのうちにアイボが来たよ!」（2002年）
- 大塚製薬、オロナインH軟膏 - nicola企画広告「オロナイン天使ちゃん」（2002年）
- 明治製菓、プッカ - スチル広告（2002年）
- ワコール、ワコールジュニア - nicola企画広告（2001年 - 2002年）、イメージキャラクター（2002年4月 - 2003年3月）
- 日本マクドナルド、てりたまバーガー「おいしい悲鳴」編 - テレビCM・Web広告（2002年）
- 日本マクドナルド、モンスターズ・インク・イベント - テレビCM・Web広告（2002年）
- トミー、au向けプリペイド式携帯電話 ファーストモバイル ミーツール - 雑誌企画広告
- トミー、ファーストメーラー レッタ - テレビCM・雑誌企画広告（2002年）
- タイトー、きらめき絵巻 - スチル広告（2003年）
- 森永乳業、森永アロエヨーグルト - テレビCM「健康器具」篇（2004年）

ほか多数

### イベント
- ニコラ 読者開放日（2000年 - 2002年、日本各地）
- ナルミヤ・インターナショナル・ジュニアシティーファッションショー等（2001年 - 2003年、渋谷109ほか日本各地）
- 2002 東京おもちゃショー（2002年5月、東京国際展示場） - 5月11日トミーブーストークショー
- SONY MEGA-Channel Girl's Station（2001年5月30日ゲスト）
- ニコラショップ原宿オープン記念一日店長（2002年5月6日、ガールイズガール原宿）
- 明治製菓プッカ & ニコラファッションコラボレート（2002年8月19日、東京都内）
- NSGカレッジリーグ & ビルボードプレイス FASHION SHOW（2002年9月8日）
- スーパージュニアモデルカレンダー2004 サイン会（2003年12月7日 15時〜、ガールイズガール原宿）

ほか多数

### 携帯電話
- トミーダイヤル ハロートミー #8613（ - 2002年、トミー） - 音声番組
- アヤコのトミーダイヤル ハロートミー #8613（2002年 - 2003年3月31日、トミー） - 音声番組・司会進行役
- Exotica グラビア諸島 - iモード・EZweb・Yahoo!ケータイ用待受画像配信サイト
- あいどる探偵団 - iモード・EZweb用・Yahoo!ケータイ待受画像配信サイト
- アイドル待受チューニング - EZweb用待受画像配信サイト

## 書籍

### 雑誌・ムック
- ニコラ（1999年8月号 - 2002年6月号など、新潮社） - 2002年春までレギュラー
- セブンティーン（2002年、集英社）
- 少女コミック（小学館）
- マーガレット（集英社）
- ちゃお（小学館）
- 小学五年生 3月号（2001年、小学館）
- ピュア☆ピュア vol.2（2000年08月07日、辰巳出版）
- ピュア☆ピュア vol.3（2000年11月07日、辰巳出版）
- memew No.2（2001年10月10日、近代映画社）
- ピチレモン （学習研究社）
- ラブベリー （徳間書店）
- melon Zipper増刊（2001年、祥伝社）
- VITA 7月号（2003年、KKベストセラーズ）
- 月刊オーディション 89号（2004年、白夜書房）

### 写真集
- TWO NO.4（2001年6月11日、朝日出版社/渡辺達生撮影）
- 青春 トーキョースクールガール（2004年08月、ブックマン社/小林基行撮影）

### その他
- 進学リクルートブック（リクルート）
- スーパージュニアモデルカレンダー2004（2003年）
- ジョイフル恵利 振袖パンフレット（2004年、ジョイフルまるやま）

## Webコンテンツ

### 連載
- ガールズばでなび アヤコのおしゃれ日記（2002年4月 - 2003年3月、ワコール）

### グラビア
- TWO 〜素肌のメッセージ〜 WEEKLY SPECIAL No.290（2001年12月27日、渡辺達生撮影）
  - 沢井美優・邑野未亜・藤後夏子・鶴海静香・大寺祐恵・西村理紗とまとめて登場

### その他
- タレたん
- TP-PRESS web イチオシGirls!